# Цвета побежалости

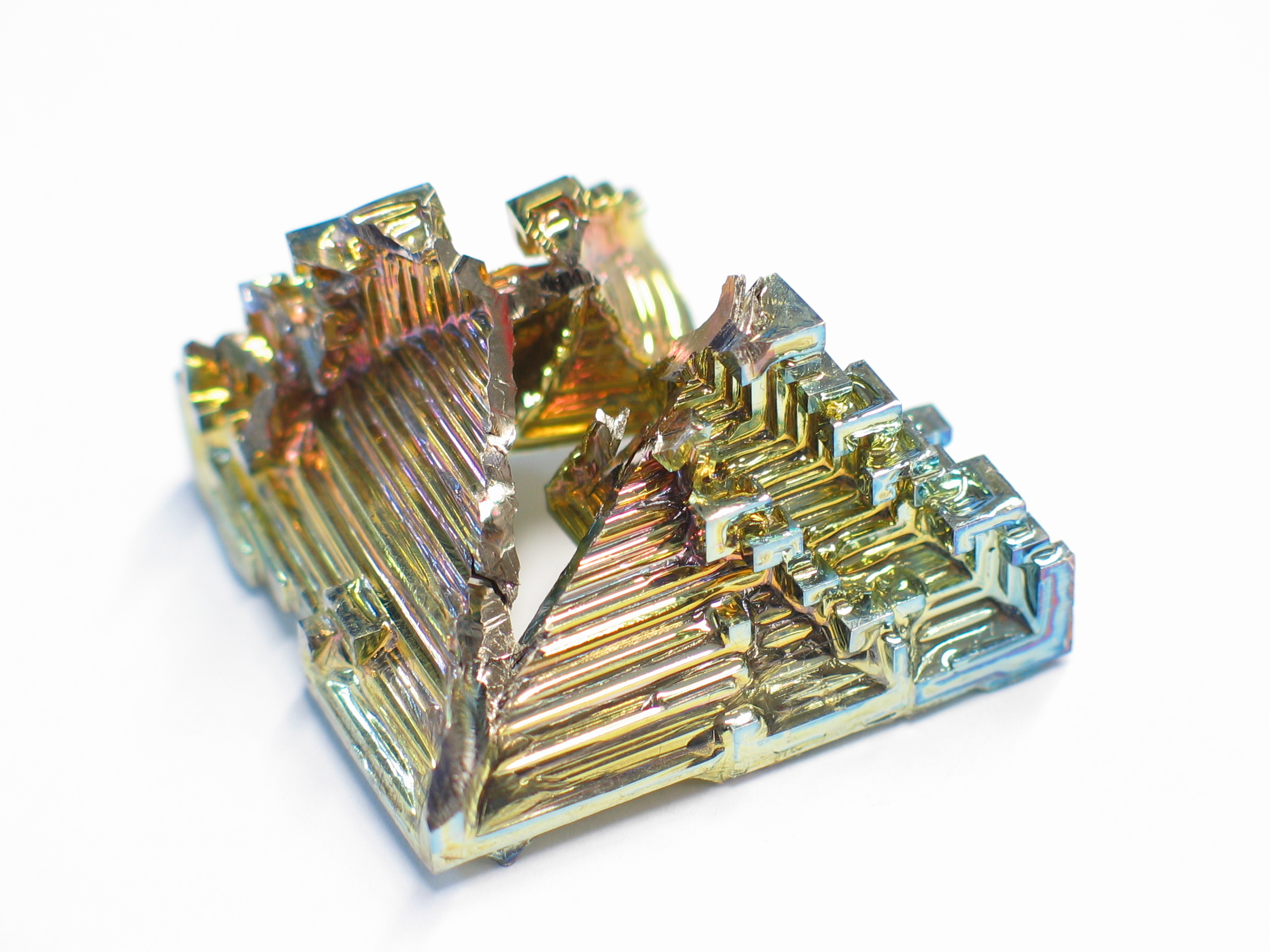
Цвета побежалости на кристалле висмута

Цвета побежалости на разогретом с одного края лезвии бритвы

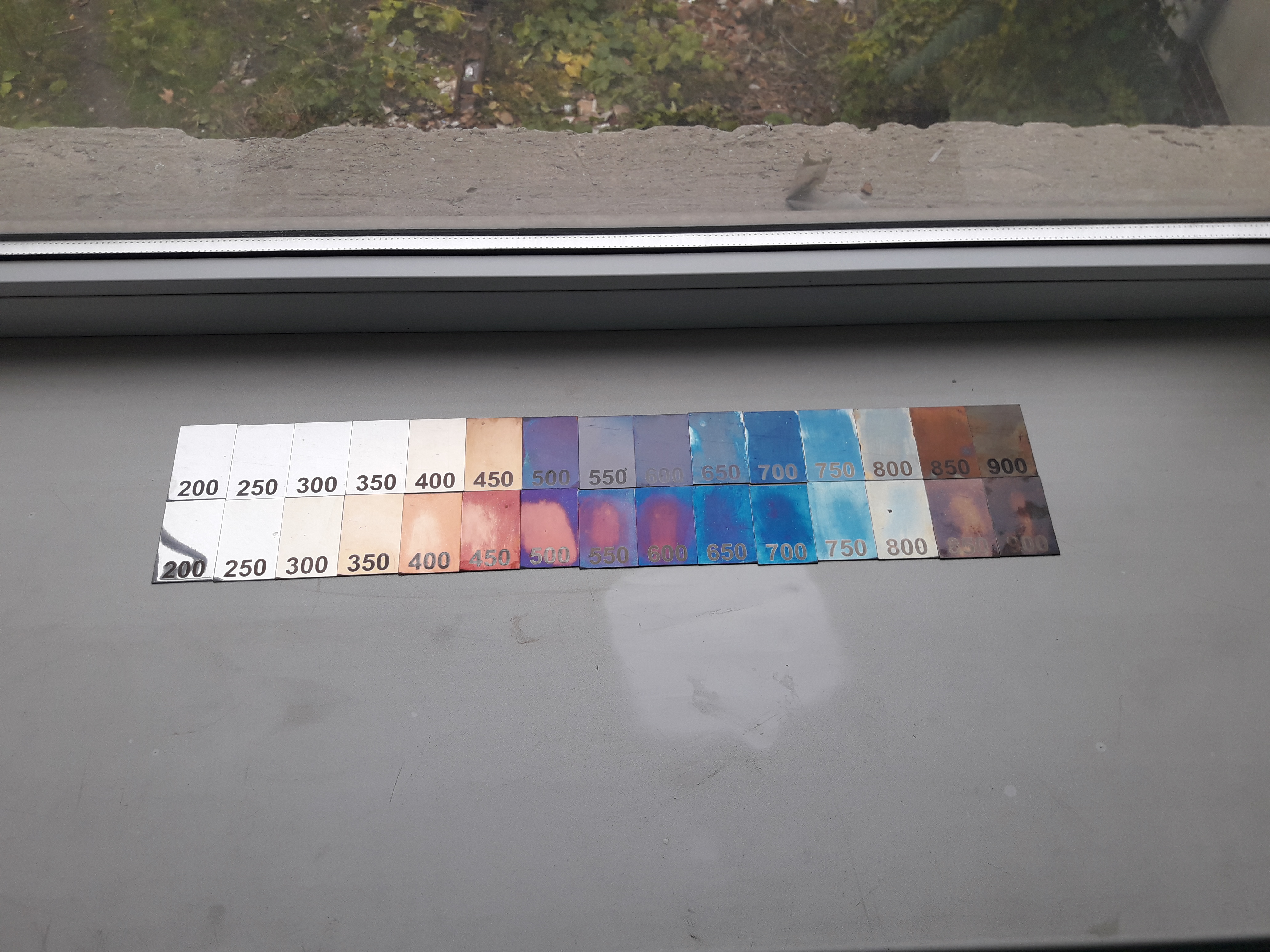
Цвета побежалости для стали 12Х17 (AISI 430), температура указана в градусах Цельсия, время выдержки — 15 минут. Сверху кусочки толщиной 0,5 мм, снизу - 0,8 мм, естественное освещение (пасмурно)

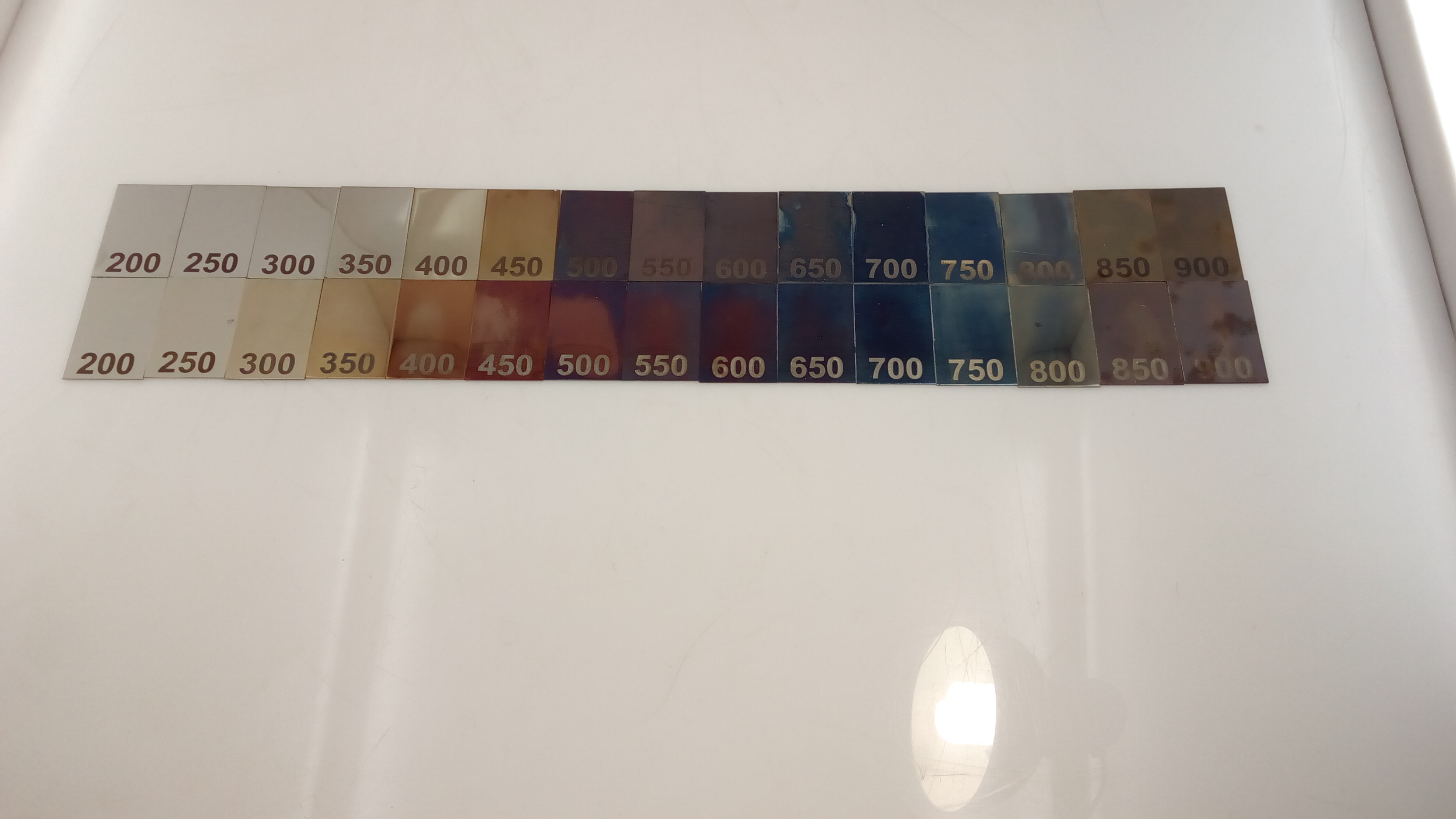
То же при искусственном освещении

Цвета́ побежа́лости — радужные цвета, образующиеся на гладкой поверхности металла или минерала в результате образования тонкой прозрачной поверхностной окисной плёнки (которую называют побежалостью) и интерференции света в ней. Чаще всего она появляется от теплового воздействия.
Часто термин используют в металлообработке, термообработке стали.

## Происхождение
Цвета побежалости возникают из-за интерференции белого света в тонких плёнках на отражающей поверхности, при этом по мере роста толщины плёнки последовательно возникают условия гашения лучей с той или иной длиной волны. Сначала из белого света вычитается фиолетово-синий цвет (λ~400 нм), и мы наблюдаем дополнительный цвет — жёлтый. Далее, по мере роста толщины плёнки, и, соответственно, увеличения длины волны «погасившихся» лучей, из непрерывного солнечного спектра вычитается зелёный цвет, и мы наблюдаем красный, и т. д.

## Применение
Цвета побежалости возникают чаще всего при окислении, в результате термической обработки металлов. Обычно, при быстром нагреве, они столь же быстро сменяют друг друга, в типичной последовательности: светло-соломенный, золотистый, пурпурный, фиолетовый, синий, и затем, по мере роста толщины плёнки, вновь проявляются, но в несколько приглушённом виде: коричневато-жёлтый, красный.
Цвет побежалости (а также цвета каления) раньше, до появления пирометров, широко использовали в качестве индикатора температуры нагрева железа и стали при термообработке. По цветам побежалости также судили о температуре нагрева стальной стружки и, следовательно, резца при операциях точения, сверления, резания.
Для углеродистой стали характерны следующие переходы цвета: соломенный (220 °C), коричневый (240 °C), пурпурный (260 °C), синий (300 °C), светло-серый (330—350 °C).
Для нержавеющих сталей изменение цвета при нагреве на воздухе наблюдается: светло-соломенный (300 °C), соломенный (400 °C), красно-коричневый (500 °C), фиолетово-синий (600 °C), синий (700 °C). Нередко цвета побежалости на нержавеющей стали путают с радужной окраской, которая может возникать при температурах не выше 100 °C (кипячение воды). Радужная окраска не связана с перегревом стали.
Цвета побежалости не является точным индикатором. На них влияет скорость подъёма температуры, состав газовой среды, время выдержки стали при данной температуре, а также характер освещения и другие факторы.
На легированных сталях цвета побежалости обычно появляются при более высоких температурах, так как нередко легирование повышает стойкость стали к окислению на воздухе.
Цвета побежалости применяются при декоративной отделке стальных изделий, а также при их лазерной маркировке.

## Цвета побежалости в природе
На поверхности некоторых минералов (пирит и др.) в результате появления тонкого слоя оксидов нередко наблюдаются интерференционные цвета, аналогичные цветам побежалости (см. Цвет минералов). Особенно яркая побежалость характерна для халькопирита и некоторых других, преимущественно медных, минералов.
Необходимо учитывать, что побежалость может маскировать истинный цвет минерала, если его определять не на свежем изломе, а по окисленной поверхности. Особенно легко ошибиться в случае одноцветной плёнки.
Те же цвета иногда образуются на старых образцах стекла, особенно на тех, что долго пролежали в земле; на старинных монетах.
Радужная окраска на поверхности стали, аналогичная цветам побежалости, может возникать, если на ней имеется тонкая жировая плёнка, а также в результате высыхания на поверхности воды, имеющей минеральные компоненты.